# Dáseas
Dáseas o Dásea (en griego, Δασέαι) fue una antigua ciudad griega situada en Arcadia.
Según la mitología griega, la ciudad fue fundada por Daseatas, hijo de Licaón.
Pausanias dice que fue una de las poblaciones pertenecientes al territorio de los parrasios que se unieron para poblar Megalópolis. Añade que estaba a siete estadios de Acacesio y a otros siete de Macareas y que en su tiempo estaba en ruinas.